# Петнист краставичен бръмбар
Петнистите краставични бръмбари (Diabrotica undecimpunctata) са вид насекоми от семейство Листояди (Chrysomelidae).
Таксонът е описан за пръв път от Карл Густаф Манерхейм през 1843 година.

## Подвидове
- Diabrotica undecimpunctata howardi
- Diabrotica undecimpunctata tenella
- Diabrotica undecimpunctata undecimpunctata